# Яблучний суп
Яблучний суп — солодкий суп, який готують з використанням яблук як основного інгредієнта. 

## Приготування та особливості
Яблука можна протерти в пюре, нарізати шматочками або відварити цілком. У деяких рецептах використовують цибулю, моркву, пастернак і гарбуз. У деяких рецептах використовують овочевий чи м'ясо-кістковий бульйон, а в інших — воду або яблучний сидр. За смаком можна додавати додаткові інгредієнти, як от кориця, лимонний сік, цукор, імбир, порошок карі, сіль та перець. Іноді страву подають як закуску.
Яблучний суп використовували як страву для годування хворих, наприклад на початку 1900-х років у Сполучених Штатах.

## Рецепт
У виданні «Кулінарія та організація виробництва дитячого харчування» 1988 року подано такий рецепт:
Свіжі яблука промивають, очищають від шкірки, видаляють серцевину з насінням, нарізають тонкими скибочками або кубиками. Рисову крупу варять у великій кількості води, відкидають на друшляк і промивають кип'яченою водою. Шкірку від яблук заливають гарячою водою, варять 5—7 хв. Відвар проціджують, додають цукор, доводять до кипіння, вводять яблука і продовжують варити 3—5 хв. Потім вливають картопляний крохмаль, попередньо розведений у холодній воді чи відварі, і доводять до кипіння. Крохмаль вводять одразу, помішуючи, аби не утворилися грудочки. Під час варіння можна додати корицю.

При подачі в тарілку кладуть відварений рис, наливають суп, додають сметану або вершки.

## Галерея

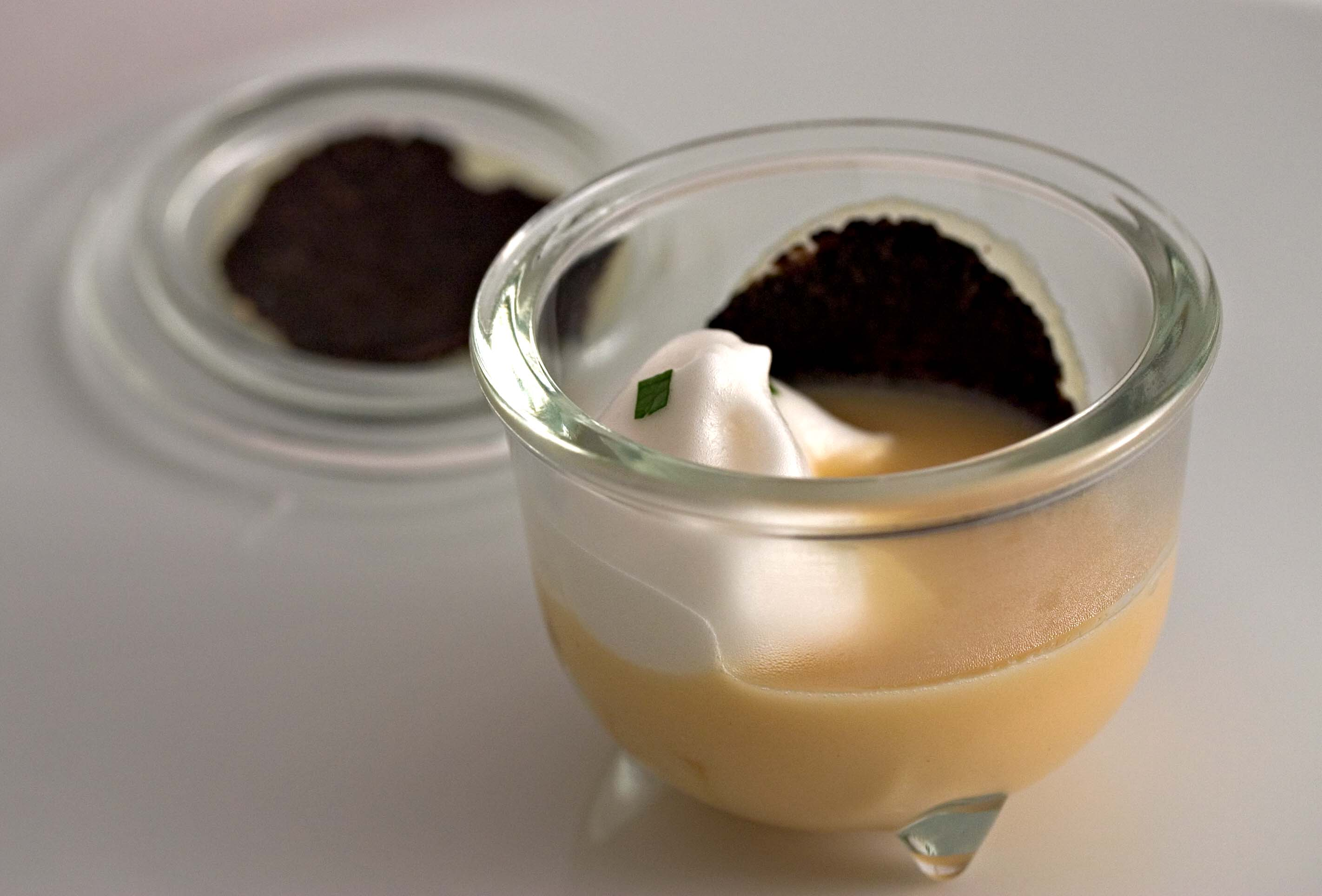
Яблучний суп з трюфелем
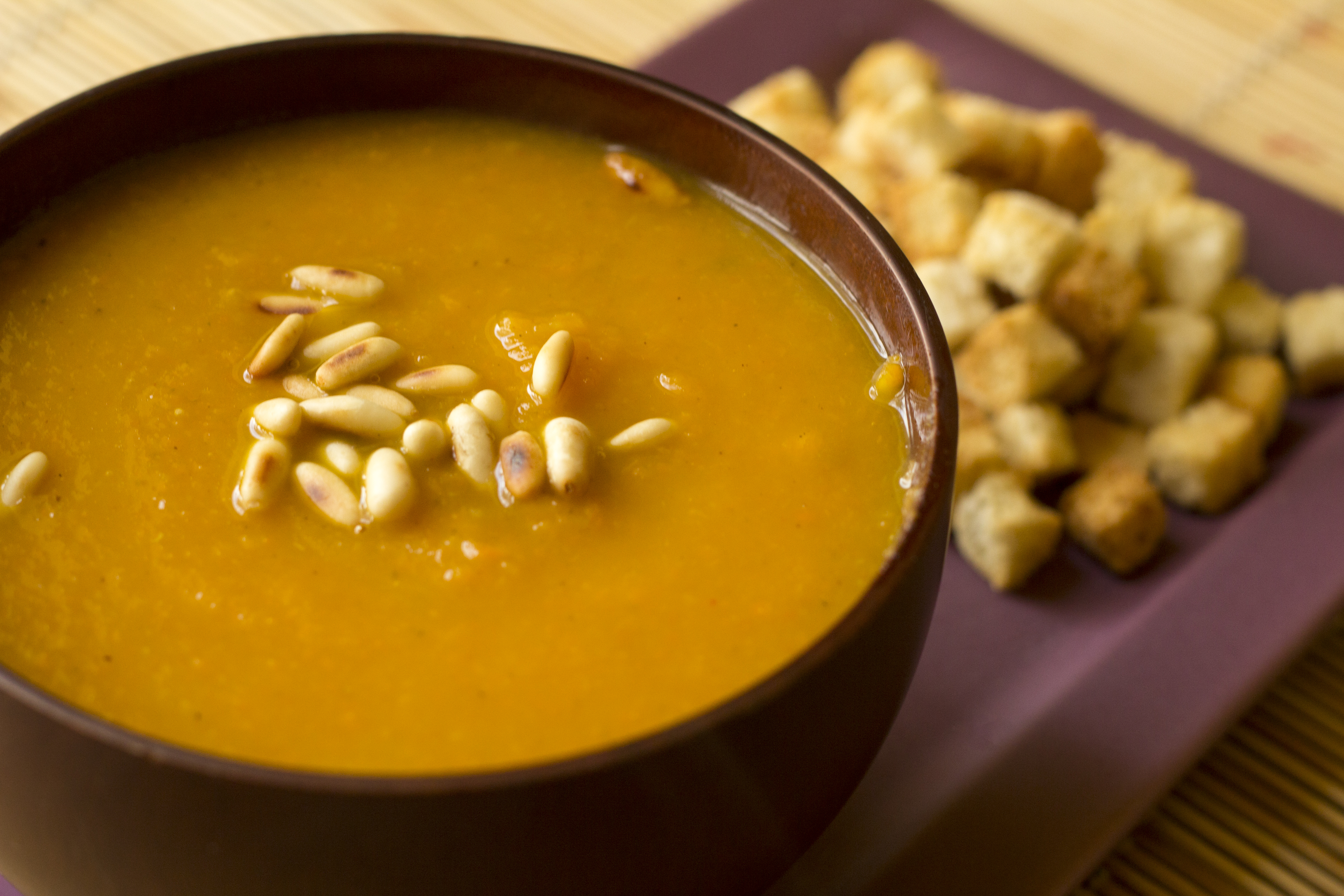
Яблучно-морквяний суп
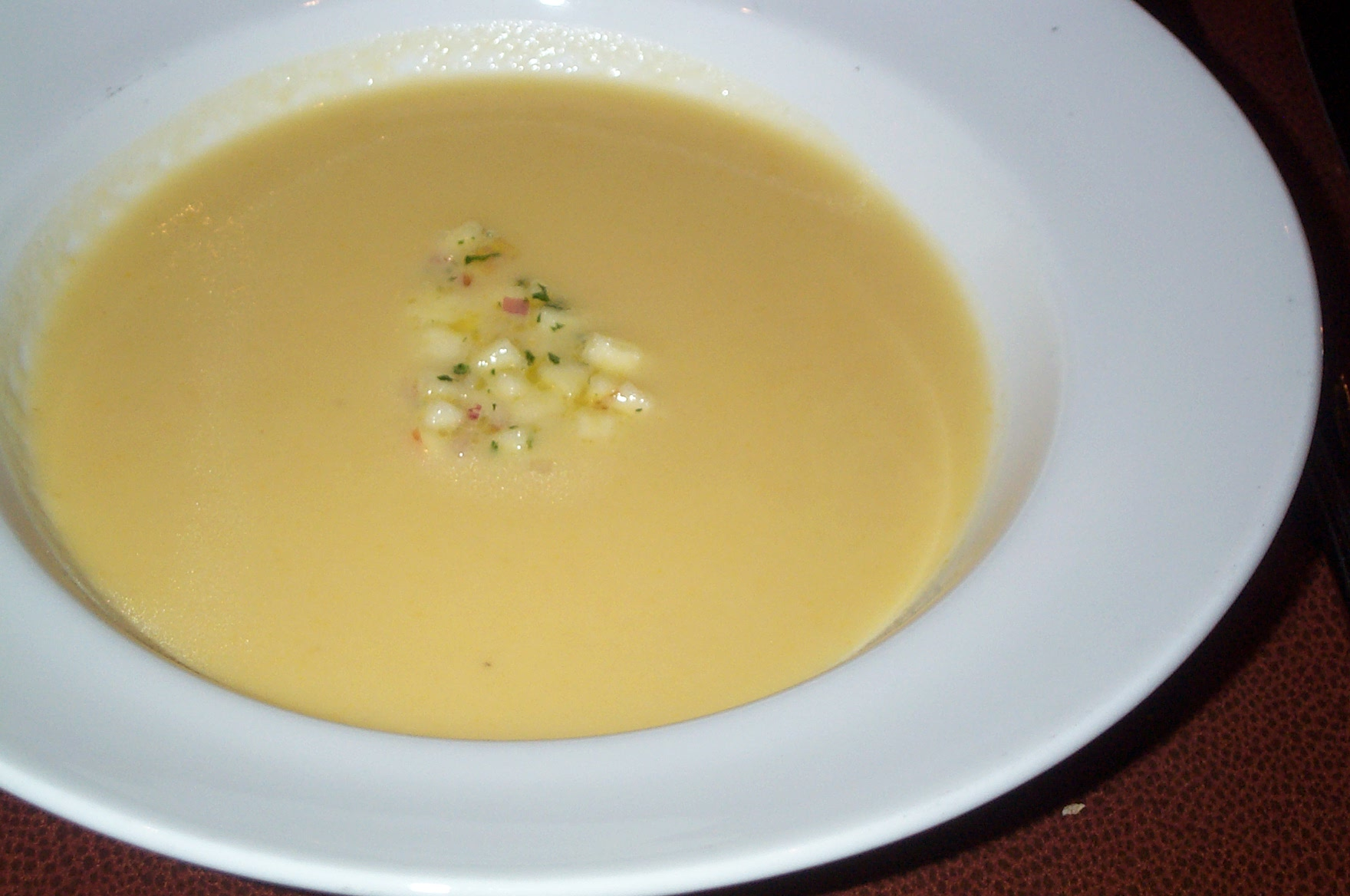
Суп з яблук і пастернаку, приправлений яблучним соусом